# Bouveault-Aldehyd-Synthese
Die Bouveault-Aldehyd-Synthese (oder auch Bouveault-Reaktion genannt) ist eine Reaktion aus dem Bereich der Organischen Chemie. Sie wurde 1896 von Louis Bouveault entdeckt und nach ihm benannt. Es handelt sich bei dieser Reaktion um eine Aldehyd-Synthese. Dazu wird ein N,N-disubstituiertes Formamid mit einem Grignard-Reagenz oder einer lithiumorganischen Verbindung umgesetzt. Eine ähnliche Reaktion ist die Bodroux-Tschitschibabin-Aldehydsynthese.

## Übersichtsreaktion
Die Bouveault-Reaktion ist eine Methode zur Herstellung von Aldehyden aus einem Formamid (R = Methyl, Ethyl, Phenyl) und einer Grignard-Verbindung (R = Methyl, Ethyl, Phenyl; X = Cl, Br oder I):
Es ist wichtig, dass ein N,N-disubstituiertes Formamid verwendet wird, da unsubstituierte Formamide keine Aldehyde liefern. Welches disubstituierte Formamid zur Umsetzung verwendet wird, spielt keine Rolle, die Ausbeute an Aldehyden entspricht bei dieser Synthese ca. 40–80 %.

## Mechanismus
Die Bouveault-Reaktion ist sehr kompliziert. Daher funktioniert sie nur in bestimmten Fällen. Manchmal entstehen tertiäre Amine und Kohlenwasserstoffe als Nebenprodukte.
Wird ein N,N-disubstituiertes Formamid mit einer Grignard-Verbindung im Verhältnis 1:3 umgesetzt, entsteht als Hauptprodukt ein tertiäres Amin anstatt des gewünschten Aldehyds.
Bei der Umsetzung eines Methylformamids mit einer Grignard-Verbindung im Verhältnis 1:1 entsteht als Hauptprodukt der gewünschte Aldehyd. Bei Verwendung von Diethylformamid entsteht nur der Aldehyd. Es wurde herausgefunden, dass mit wachsendem organischen Rest der Grignardverbindung die Ausbeute an Aldehyd zunimmt.
Zuerst greift die Grignard-Verbindung (R = Methyl, Ethyl, Phenyl; X = Cl, Br oder I) am Kohlenstoffatom der Carbonylverbindung (R = Methyl, Ethyl, Phenyl) an. Über zwei Zwischenprodukte entsteht dann der Aldehyd.